# Phialella dissonema
Phialella dissonema är en nässeldjursart som först beskrevs av Ernst Haeckel 1879.  Phialella dissonema ingår i släktet Phialella och familjen Phialellidae. Inga underarter finns listade i Catalogue of Life.